# 油小路隆信
油小路 隆信（あぶらのこうじ たかのぶ、貞治4年（1365年） - 応永26年（1419年）8月26日）は、室町時代前期の公卿。

## 官歴
- 時期不明：蔵人頭、右中将
- 応永2年（1395年）：正四位下、参議
- 応永4年（1397年）：周防権守
- 応永5年（1398年）：従三位
- 応永7年（1400年）：正三位
- 応永9年（1402年）：讃岐権守
- 応永15年（1408年）：従二位
- 応永20年（1413年）：正二位、権中納言

## 系譜
- 父：油小路隆家
- 子：油小路隆夏